# Estadio Campeones del 36
Het Estadio Campeones del 36 is een multifunctioneel stadion in Sullana, een stad in Peru. 
Het stadion wordt vooral gebruikt voor voetbalwedstrijden, de voetbalclub Alianza Atlético maakt gebruik van dit stadion. In het stadion is plaats voor 10.000 toeschouwers. Het stadion werd geopend in 2000. 
De naam van het stadion betekent 'Kampioen van 1936', maar er was dat jaar in de Primera División van Peru geen kampioen. Ze wonnen wel een ander nationaal toernooi dat dat jaar werd georganiseerd, maar werden niet officieel landskampioen.